# Plusiodonta wahlbergi
Plusiodonta wahlbergi är en fjärilsart som beskrevs av Felder 1874. Plusiodonta wahlbergi ingår i släktet Plusiodonta och familjen nattflyn. Inga underarter finns listade i Catalogue of Life.